# Station Dobra koło Limanowej
Station Dobra koło Limanowej is een spoorwegstation in de Poolse plaats Dobra.